# Jingmingparken
Jingmingparken (静明园; Jìngmíngyuán) är en park med pagoder och palats i nordvästra Peking i Kina. Jingmingparken är byggd runt och på Yuquanberget precis innanför nordvästra Femte ringvägen i Haidiandistriktet 15 km nordväst om centrala Peking.
Under Songdynastin, Jindynastin, Yuandynastin och Mingdynastin uppfördes det några tempel på berget. 1680 under Qingdynastin uppförde Kangxi-kejsaren en kejserliga trädgården kring berget, som 1692 fick namnet Jingmingparken. Parken expanderades storskaligt 1750 av Qianlong-kejsaren. Parken är byggd runt Yuquanberget precis väster om Sommarpalatset och Kunmingsjön och upptar totalt 750 000 m² varav nästan en femtedel är vatten. Jingmingparken tillhörde tillsammans med Sommarpalatset, Yuanmingyuan och Xiangshanparken det kejeserliga trädgårdarna som Qingdynastin uppförde.
Jingmingparken brändes ner och förstördes 1860 under Andra opiumkriget och drabbades av fortsatt förstörelse år 1900 under Boxarupproret. Parken öppnades för allmänhetens efter Xinhairevolutionen 1911. Efter grundandet av Folkrepubliken 1949 renoverades parken och användes av myndigheterna. Det var i Jingmingparken som planerna att arrestera De fyras gäng to form.